# Анна (певица)
Вижте пояснителната страница за други личности с името Анна.
Анна Величкова, по-известна само като Анна, е българска попфолк певица.
Родена е на 26 май 1986 г. в гр. София. Завършва средно специално образование със специалност „Организатор на среден и дребен бизнес“. Завършва Нов български университет с бакалавърска степен по специалност „Икономика и финанси“.

## Дискография
- Нежно (2004)
- Не спирай (2005)
- Най-лоша, най-любима (2009)